# Vilhelmas Čepinskis
 (juillet 2017).
 (janvier 2020).
Si vous disposez d'ouvrages ou d'articles de référence ou si vous connaissez des sites web de qualité traitant du thème abordé ici, merci de compléter l'article en donnant les références utiles à sa vérifiabilité et en les liant à la section « Notes et références ».
Vilhelmas Čepinskis, né le 19 mars 1977 à Kaunas, est un violoniste lituanien.

## Biographie
Né dans une famille d'artistes, il étudie d'abord à l'Académie de musique et de théâtre de Lituanie, puis à la Juilliard Academy of Music de New York.
En 1991, il est décerné de la médaille Mariapia Fanfani de la fondation Ensemble pour la paix pour la promotion de l'art en Europe, puis reçoit en 2003 la croix de chevalier de l'ordre « pour les mérites rendus à la Lituanie ».